# Saxifraga hederacea
Saxifraga hederacea är en stenbräckeväxtart som beskrevs av Carl von Linné. Saxifraga hederacea ingår i Bräckesläktet som ingår i familjen stenbräckeväxter. Utöver nominatformen finns också underarten S. h. libanotica.

## Bildgalleri

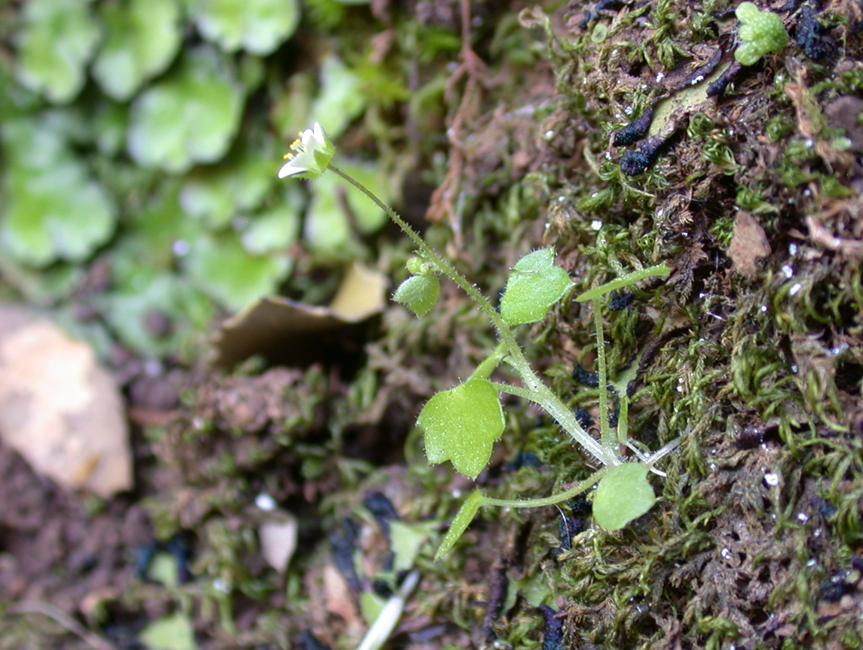